# Chlorobyrrhulus aeneolus
Chlorobyrrhulus aeneolus is een keversoort uit de familie pilkevers (Byrrhidae). De wetenschappelijke naam van de soort is voor het eerst geldig gepubliceerd in 1863 door LeConte.